# Иван Стојановић
Дум Иван (Иво) Стојановић (Дубровник, 17. децембар 1829 — Дубровник, децембар 1900) био је римокатолички свештеник и један од најпознатијих дубровачких Срба католика који се супротставио аустријској хрватизацији Дубровчана. Сарађивао је у књижевном часопису Словинац.

## Биографија
Иван је рођен у Дубровнику 17. децембра 1829. године. Био је првенац, између неколико браће који су у младости својој умрли. Када је завршио гимназију и филозофију, уписали су га у Задарску католичку богословију. Рукоположен је 1852. године за католичког свештеника, и постављен на острво Корчулу. Након годину дана бављења тамо, премештен је у Ријеку Дубровачку, где ће провести следећих тридесет година ревносно службујући. Био је добар говорник, кога је паства уважавала и радо слушала у препуној цркви. Мада су се око њега због српског родољубља, од стране Хрвата стално и све више сплетке плеле, он је због људских врлина и смерног карактера напредовао у звању. Тако је наименован 1883. године каноником дубровачким, а 1896. године постао каноником деканом. Остао је притом неустрашиви борац за српску мисао и вредан српски књижевник. Проживео је много тешких тренутака и под старе дане, нападан на улици и у катедрали, али је до смрти остао „ватрен и одушевљен Србин”.
У слободном времену дум Иван је марљиво проучавао латинске, италијанске и немачке песнике, „а пригрлио је и српску народну књижевност”. Бележио је све народне умотворине, које би чуо у својој парохији. Много је читао и размишљао о судбини свог народа. Такође је преводио нека дела, са научених страних језика на српски. Од српских радова познати су му Луко Мали, који је прештампан у Београду у Војислављевој споменици, затим Госпођа Мара, Ћора и Жагарац. Остало му је више дела у рукопису, комедија и новела, попут комада Ђаво у три поглавља.
У његовој књизи Дубровачка књижевност из 1900. године јасно је истицао да су Дубровчани били по вери римокатолици, али по језику и по пореклу Срби. До тога је дошао истражујући у дубровачким архивима. Сматрао је да то једно не искључује друго и да једно не смета једно другоме. За процену једног народа по њему су били важни само фактори: језик, обичаји и историја. Дум Иван је превео и једну значајну књигу немачког историчара Ј. К. Енгела Повијест Дубровника (1900). У књизи је он објавио и свој обимни додатак од око 200 страна, под насловом Најновија повијест Дубровника. У њему је, као живи сведок, показао како је Аустрија од успостављања своје власти на почетку 19. века, живо радила на хрватизацији Дубровника. Он је и лепо видео и приказао да о старим Дубровчанима не треба судити по новим, који су последица смишљене аустријске антисрпске политике и кроатизације.
У СФР Југославији за ту књигу такорећи није се ни знало. Дум Иван Стојановић је, међутим, деловао у духу модела који је имао Вук Караџић, који се обично назива оцем модерне српске културе: имао је свест да историјски припада српском народу и српској култури. Обе Стојановићеве књиге издала је после његове смрти Српска дубровачка омладина. Предвидео је велики заборав Дубровчана о својој историји, рекавши да ће потомци знати историју своје државе као и историју Јапана. Босанска вила је писала о њему
Иво је био висок, сув и необично живахан човек; веома образован али и духовит. Много је учинио за дубровачку српску омладину, која га је уздизала. Када је Дубровачка српска академска омладина намеравала да 17. децембра 1900. године свечано обележи његову седамдесетогодишњицу живота, објављујући и његово вредно дело Дубровачка књижевност, претекла их је смрт Иванова. Тако му је, игром судбине, уместо славља приређено тужно опело.